# Justinas Karosas
Justinas Karosas (* 7. September 1937 in Sangrūda, Gemeinde Punsk; † 6. Juni 2012 in Vilnius) war ein sowjetlitauischer marxistischer Philosoph, litauischer sozialdemokratischer Politiker, Seimas-Mitglied.

## Leben
Von 1944 bis 1958 besuchte Karosas die Mittelschule Sangrūda und von 1958 bis 1963 studierte er Lituanistik an der Vilniaus universitetas (VU). 1963 bis 1967 war er Assistent im Lehrstuhl für Philosophie der VU. Von 1967 bis 1969 studierte in der Aspirantur. 1969 promovierte zum Thema „Stellung und Rolle der Ideologie in der Entwicklung der sozialistischen Gesellschaft“ (lit. „Ideologijos vieta ir vaidmuo socialistinės visuomenės vystymesi“).
Von 1969 bis 1972 war er Oberhochschullehrer und von 1973 bis 1989 Dozent. 1972/1973 bildete er sich weiter an der Universität Wien und 1984/1985 mit dem Humboldt-Stipendium an der Universität Frankfurt am Main, in Universität Mannheim sowie Universität Gießen.
Karosas war 1989 bis 1992 Dekan der philosophischen Fakultät in Vilnius. 1994 habilitierte er sich in Philosophie und im Jahr 2000 wurde er Professor.
Ab 1963 war er Kommunist, 1990 Mitglied von Lietuvos demokratinė darbo partija, stellvertretender Vorsitzender und ab 2001 Mitglied von Lietuvos socialdemokratų partija (LSDP), Ratsmitglied.
Von 1992 bis zu seinem Tod war Karosas Mitglied des Seimas (bei LSDP), 2004 bis 2008 Leiter des Auswärtigen Ausschusses.

## Auszeichnungen
- 2004: Ehrenbürger von Druskininkai[4]
- 2004: Kommandeur des Ordens für Verdienste um Litauen
- 2006: Orden des Marienland-Kreuzes III. Klasse
- 2007: Großkommandeur des Ordens für Verdienste um Litauen
- 2007: Großkreuz des Ordens für Verdienste um Portugal
- 2011: Bundesverdienstkreuz erster Klasse[5]